# Stanislaw Wolkow
Stanislaw Wolkow (russisch Станислав Волков; * 5. März 1988 in Pensa) ist ein russischer Bahn- und Straßenradrennfahrer.
Stanislaw Wolkow gewann 2006 bei der Bahnrad-Europameisterschaft in Athen die Bronzemedaille in der Mannschaftsverfolgung der Junioren. Im nächsten Jahr gewann er auf der Straße jeweils eine Etappe bei der Volta a Lleida und bei der Vuelta a Segovia. Im nächsten Jahr wurde er bei der Volta a Lleida einmal Etappendritter. Beim Bahnrad-Weltcup 2008/2009 in Manchester belegte Wolkow den neunten Platz beim Scratch.

## Erfolge
2007
- eine Etappe Volta a Lleida

## Teams
- 2009 Lokomotiv
- 2010 Itera-Katusha